# Cerithiopsis annae
Cerithiopsis annae is een slakkensoort uit de familie van de Cerithiopsidae. De wetenschappelijke naam van de soort is voor het eerst geldig gepubliceerd in 2005 door Cecalupo & Buzzurro.